# دهه ۱۱۲۰ (میلادی)

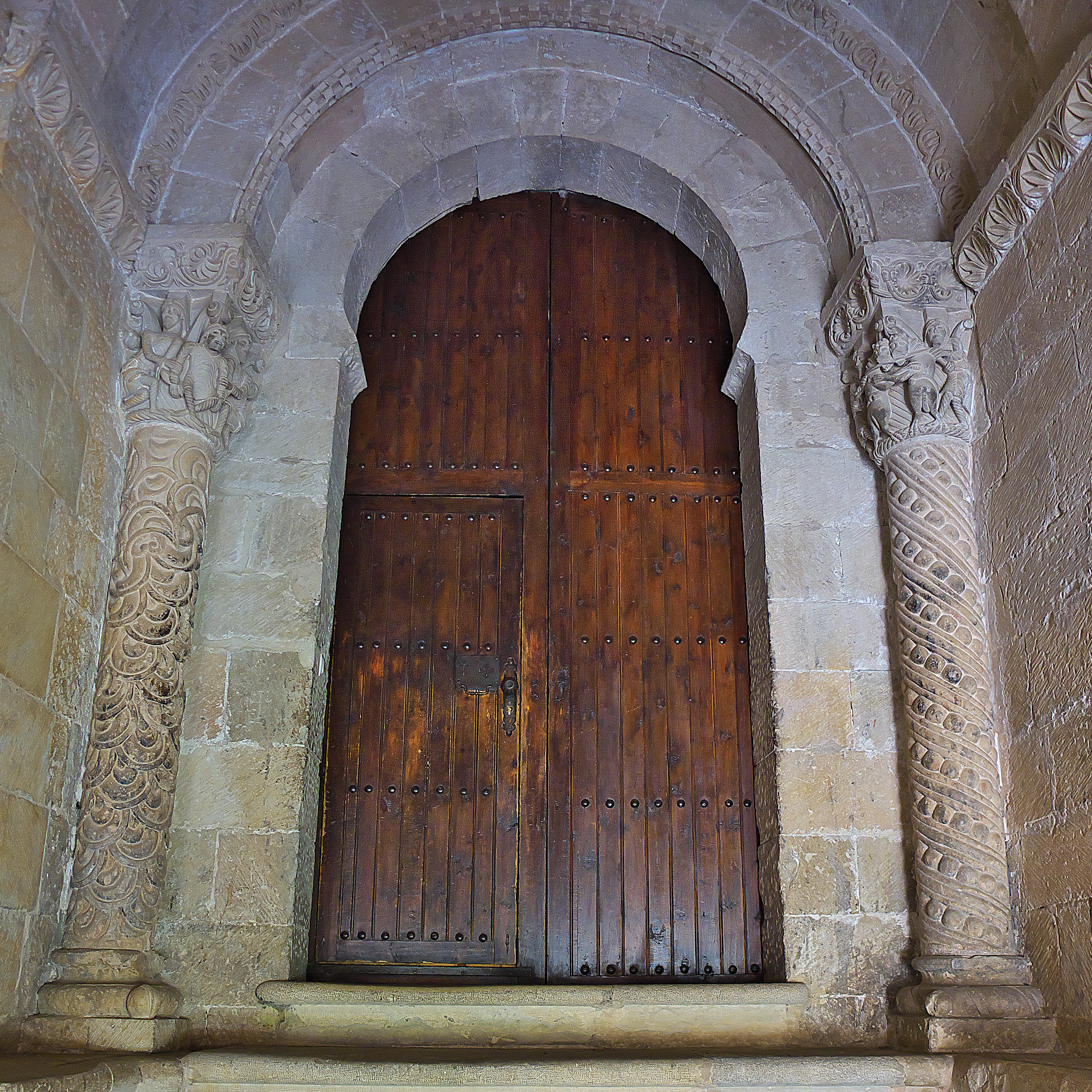
درب متعلق به دهه ۱۱۲۰

دهه ۱۱۲۰ (میلادی)صد و دوازدهمین دهه تقویم میلادی است.

## درگذشتگان
‎